# Chích sậy Australia
Acrocephalus australis là một loài chim trong họ Acrocephalidae.